# Rolls-Royce RB.50 Trent
Cet article traite d'un turbopropulseur. Pour le turboréacteur équipant les gros avions de ligne actuels, voir Rolls-Royce Trent.
Le Rolls-Royce RB.50 Trent fut le premier turbopropulseur à avoir été conçu par la société britannique Rolls-Royce.

## Conception et développement
Le Trent était basé sur un concept créé par Frank Whittle et était essentiellement un Turboréacteur Derwent Mark II doté d'un étage de turbine additionnel, entraînant un train d'engrenages réducteurs (conçu par Arthur Rubbra) relié à une hélice Rotol à 5 pales. Le Trent fut testé en fonctionnement pendant 633 heures avant d'être installé dans un chasseur Gloster Meteor, qui vola pour la première fois le 20 septembre 1945, au départ d'un programme comprenant 298 heures d'essais en vol.
Il a ensuite permis de mettre au point le Rolls-Royce Clyde, le premier turbopropulseur de la marque à avoir été conçu spécifiquement dans ce but.

## Applications
- Gloster Meteor : Cet appareil prit pour l'occasion l'appellation de « Trent Meteor ».

## Exemplaire exposé
Un Trent en parfait état est visible au Science Museum de Londres. L'une de ses chambres de combustion est visible en coupe (voir photo).